# Загородный (Калининский район)
Загородный — посёлок сельского типа в Калининском районе Тверской области. Относится к Михайловскому сельскому поселению.
Население по переписи 2010 — 498 человек, 228 мужчин, 270 женщин.
Расположен в 9 км к северо-востоку от Твери, рядом проходит автодорога «Тверь—Бежецк—Весьегонск—Устюжина».